# Чэнь Синтун
Чэнь Синту́н (кит. упр. 陈幸同, пиньинь Chén Xìngtóng; род. 27 мая 1997 года в г. Шэньян пров. Ляонин, КНР) — китайская спортсменка, игрок в настольный теннис, член национальной сборной КНР, двукратная чемпионка мира в командном разряде (2022 и 2024), обладательница кубка мира в командном разряде.

## Биография
Первую победу в одиночном разряде на этапах «ITTF World Tour» Чэнь Синтун одержала в 2017 году на Hungarian Open в Будапеште. В этом же году она повторила свой успех на Swedish Open в Стокгольме. Также Чэнь Синтун несколько раз выигрывала этапы «ITTF World Tour» в парном разряде и в 2018 году в смешанном разряде.
В 2018 году Чэнь Синтун в составе китайской команды завоевала золото на Кубке мира среди команд в Лондоне.
В августе 2019 года Чэнь Синтун одержала победы в одиночном разряде на двух этапах «2019 ITTF World Tour» подряд — в Болгарии и в Чехии.

## Стиль игры
Чэнь Синтун играет правой рукой европейской хваткой в атакующем стиле.